# Transports en Meurthe-et-Moselle

Les transports dans le département français de Meurthe-et-Moselle présentent des caractéristiques assez différentes selon les territoires qui composent ce département à la forme allongée.
Les transports sont denses autour de Nancy, préfecture et ville principale de Meurthe-et-Moselle, dont l'histoire est marquée par sa rivalité avec la préfecture mosellane, Metz : si les axes ferroviaires et routiers historiques reliant Paris à Strasbourg passent par Nancy, l'autoroute A4 lui a préféré Metz, et la LGV Est européenne passe entre les deux villes, quoique Metz soit aujourd'hui plus proche de Paris et de la gare de Lorraine TGV que Nancy. Le sillon mosellan qui relie les deux agglomérations reste toutefois l'axe majeur des transports en Lorraine.
Le nord du département, aux nombreuses villes petites et moyennes nées de l'activité sidérurgique, possédait un dense réseau ferroviaire. Les infrastructures se développent aujourd'hui vers la Belgique et le Luxembourg voisins, qui emploient une part importante de la population de ce territoire.
Les franges sud et est du département, en revanche, apparaissant comme moins bien desservies, malgré la mise à 2x2 voies de plusieurs routes nationales et l'électrification des lignes ferroviaires vosgiennes en 2007.

## Transport routier

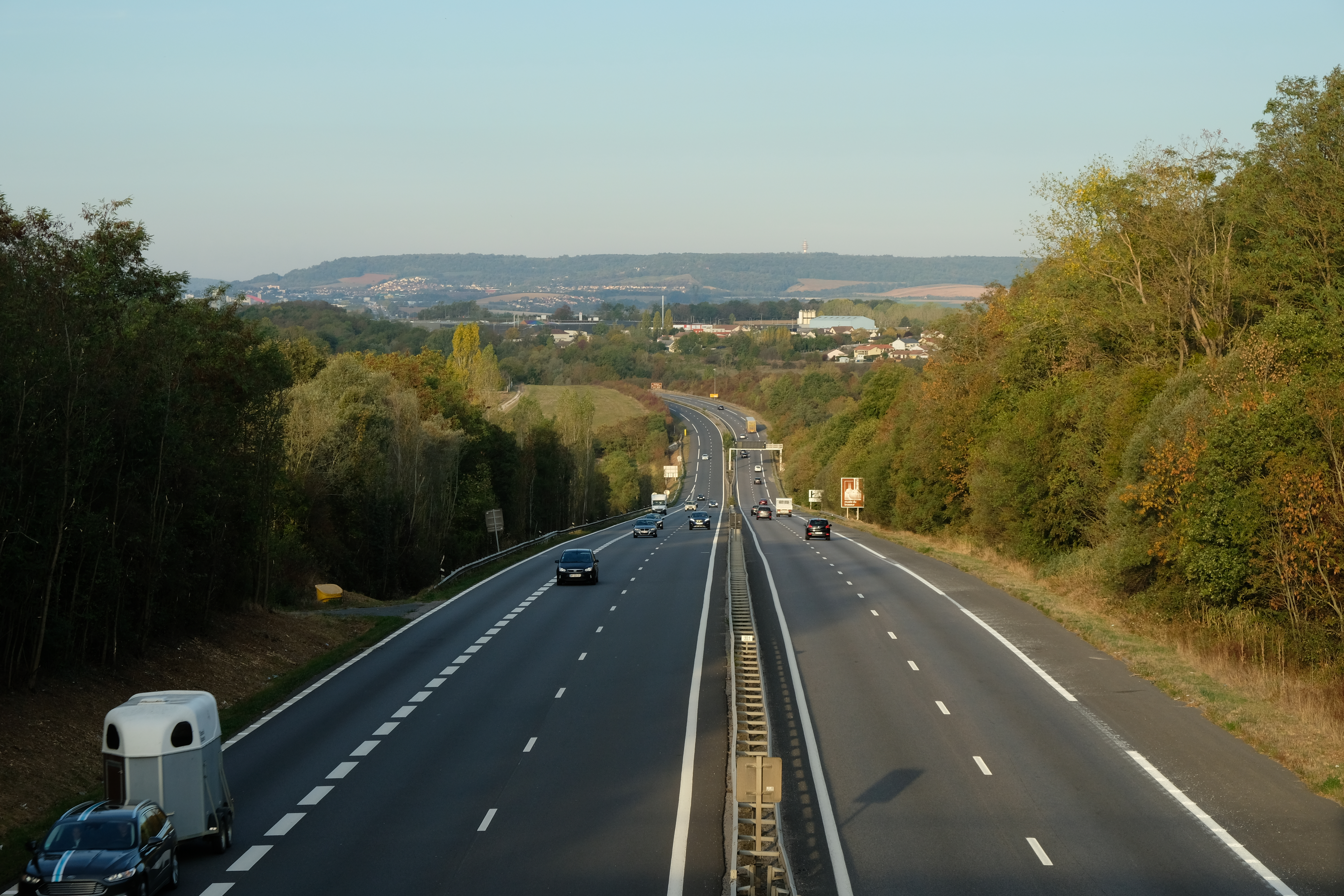
L'autoroute A33 à Laxou près de Nancy.

### Infrastructures routières
Les deux axes majeurs du département sont l'autoroute A31, qui parcourt le sillon mosellan (Pont-à-Mousson, Nancy, Toul) et connecte le département à Metz, au Luxembourg et à la vallée du Rhône, et la route nationale 4 (2x2 voies qui porte le nom d'autoroute A33 sur 27 kilomètres), qui relie Saint-Dizier et Paris à Strasbourg via Toul, Nancy et Lunéville. Ces deux axes, qui possèdent un tronc commun entre Toul et Nancy, sont non-concédées et gratuites, sauf l'A31 au sud de Toul. L'A31 est entre Metz et Nancy l'une des autoroutes à 2x2 voies les plus fréquentées de France, avec plus de 83 000 véhicules/jour sur sa section meurthe-et-mosellane la plus chargée.
Dans le nord du département, l'autoroute A4 traverse brièvement le département entre Jarny et Briey. L'autoroute A30 et son prolongement la RN 52 connectent Longwy à Metz et à la Belgique.
Dans le sud du département, les routes nationales RN 57 et RN 59, qui relient Nancy aux Vosges, ont été mises à 2x2 voies.

### Transport collectif de voyageurs
La Meurthe-et-Moselle est desservi par le réseau régional de transport routier Fluo Grand Est.

## Transport ferroviaire

### Historique

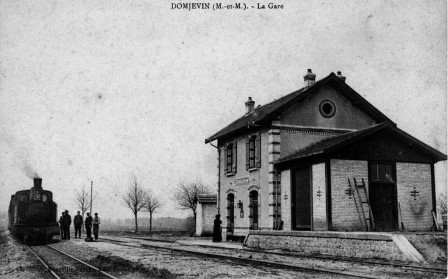
La gare de Domjevin sur la ligne de Lunéville à Blâmont et à Badonviller ou LBB, vers 1911.

Toul, Nancy et Lunéville sont placées sur la grande ligne de Paris à Strasbourg, achevée en 1852, deux ans après l'ouverture de son embranchement de Nancy à Metz. La Compagnie des chemins de fer de l'Est développe un réseau qui s'étend et permet d'atteindre avant 1870 Baccarat, Longuyon et Longwy.
L'annexion allemande de l'Alsace-Moselle en 1871 transforme la position de la Meurthe-et-Moselle sur la carte de France : la Meurthe-et-Moselle est à la fois un cul-de-sac — peu de lignes ferroviaires franchissent la nouvelle frontière — et une possible future ligne de front, vers laquelle se dirigent des lignes de chemins de fer nombreuses et bien équipées pour permettre un acheminement rapide des hommes et du matériel en cas de conflit. Le développement de l'activité industrielle, en particulier dans le nord du département, contribue également au développement du réseau ferroviaire. À la veille de la Première Guerre mondiale, la plupart des lignes du département sont à double voie et le chemin de fer d'intérêt général atteint notamment Audun-le-Roman, Badonviller, Briey, Colombey-les-Belles, Conflans - Jarny, Gerbéviller, Hussigny-Godbrange, Thiaucourt-Regniéville et Vézelise.
Le retour de la Moselle à la France s'accompagne de la création de nouvelles lignes, en particulier la ligne de Lérouville à Metz-Ville destinée à réduire la longueur du trajet entre Paris et Metz, ouverte en 1931. Le réseau ferroviaire du département, à l'activité fret toujours intense, est l'un des premiers à voir apparaître la traction électrique en courant alternatif à fréquence standard, en 1955, sur la ligne de Mohon à Thionville ; en quelques années, la plupart des lignes du département sont électrifiées, sauf au sud de Nancy. Bien que la Meurthe-et-Moselle ait été touchée comme le reste du territoire français par de nombreuses fermetures de lignes à partir des années 1950, son réseau est resté conséquent, grâce à l'activité générée par une population nombreuse et à une activité industrielle qui reste élevée.
En 2007, l'ouverture de la LGV Est européenne met Nancy à 1h30 de Paris, tandis que les lignes vosgiennes vers Épinal et Remiremont et vers Saint-Dié-des-Vosges sont électrifiées pour permettre la circulation de TGV directs vers la capitale.
La Meurthe-et-Moselle a également été desservie par quelques lignes de chemins de fer d’intérêt local, principalement dans le sud-est du département (chemin de fer à écartement standard d'Avricourt à Blâmont et à Cirey dit ABC, chemin de fer à écartement métrique de Lunéville à Blâmont et à Badonviller dit LBB, ligne de Lunéville à Einville à écartement métrique). Une longue ligne à écartement métrique de 42 km reliait par ailleurs Toul à Thiaucourt dans l'ouest du département. Ces lignes ont toutes disparu avant ou pendant la Seconde Guerre mondiale, à l'exception de l'ABC exploité pour les marchandises jusqu'en 1969.
| |
| Le réseau ferroviaire de la Meurthe et de la Moselle juste avant l'annexion allemande de l'Alsace-Moselle, en 1870. |

|                                                                                           |
| Le réseau ferroviaire du département à la veille de la Première Guerre mondiale, en 1913. |

|                                                            |
| Le réseau ferroviaire du département à son apogée en 1939. |

|                                               |
| Le réseau ferroviaire du département en 1980. |

|                                     |
| Le réseau ferroviaire de nos jours. |

| |
| Carte animée de l’évolution du réseau ferroviaire dans les actuels départements de Meurthe-et-Moselle et de la Moselle. |

### Situation actuelle

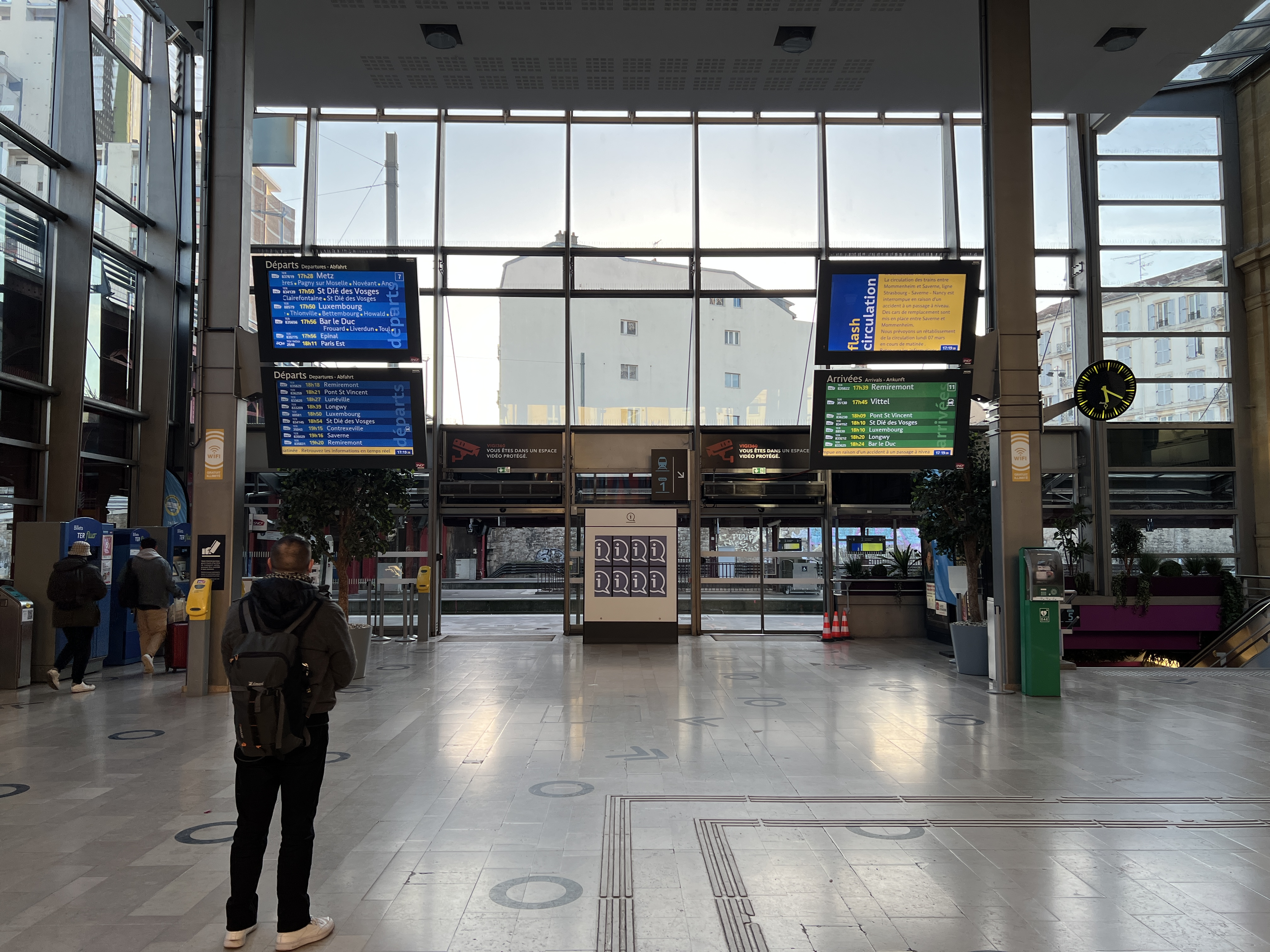
Intérieur du bâtiment voyageurs de la gare de Nancy en 2022.

La principale gare de voyageurs est celle de Nancy, avec plus de 8 millions de voyageurs, suivie de loin par Pont-à-Mousson, Lunéville et Longwy, avec une fréquentation annuelle entre 500 000 et 1 100 000 voyageurs en 2019.
La Meurthe-et-Moselle est principalement desservie par les trains TER Grand Est (ou TER Fluo). L'axe Nancy - Pont-à-Mousson - Metz - Thionville - Luxembourg est l'une des liaisons TER les plus fréquentées de France. D'autres TER permettent entre autres de relier Nancy à Toul et Bar-le-Duc, à Lunéville et Strasbourg, à Dijon, à Longwy ou encore à Épinal.
Depuis son ouverture en 2007, la LGV Est européenne voir circuler la quasi-totalité des trains grandes lignes desservant le département, dont la plupart quittent la ligne à grande vitesse au niveau de Vandières pour circuler ensuite vers Nancy sur la ligne classique provenant de Metz.
Le trafic fret reste important, en particulier dans le nord du département.

## Transport fluvial
La Moselle est canalisée à grand gabarit (classe V CEMT) en aval de Messein et jusqu'au Rhin. Le port de Nancy, dont la principale implantation est à Frouard, est le plus important du département.
Le département est également parcouru par le canal de la Marne au Rhin, son embranchement de Nancy et le canal des Vosges, mais ces canaux, au gabarit Freycinet (classe I CEMT), sont aujourd'hui principalement dédiés à la navigation de plaisance.

## Transport aérien
Depuis 1991, les agglomérations de Metz et Nancy possèdent un aéroport unique, Metz-Nancy-Lorraine, implanté dans le sud-ouest de la Moselle à quelques kilomètres de la Meurthe-et-Moselle. Cet aéroport propose quelques destinations régulières notamment en Europe du Sud, mais sa fréquentation a baissé à la suite de l'ouverture de la LGV Est européenne. L'aéroport de Nancy-Essey, quant à lui, n'est plus desservi par des vols commerciaux réguliers.
Le département possède sept aérodromes : Chambley-Bussières, Doncourt-lès-Conflans, Longuyon - Villette, Lunéville - Croismare, Nancy - Azelot, Nancy - Malzéville et Villerupt.

## Transports en commun urbains et périurbains

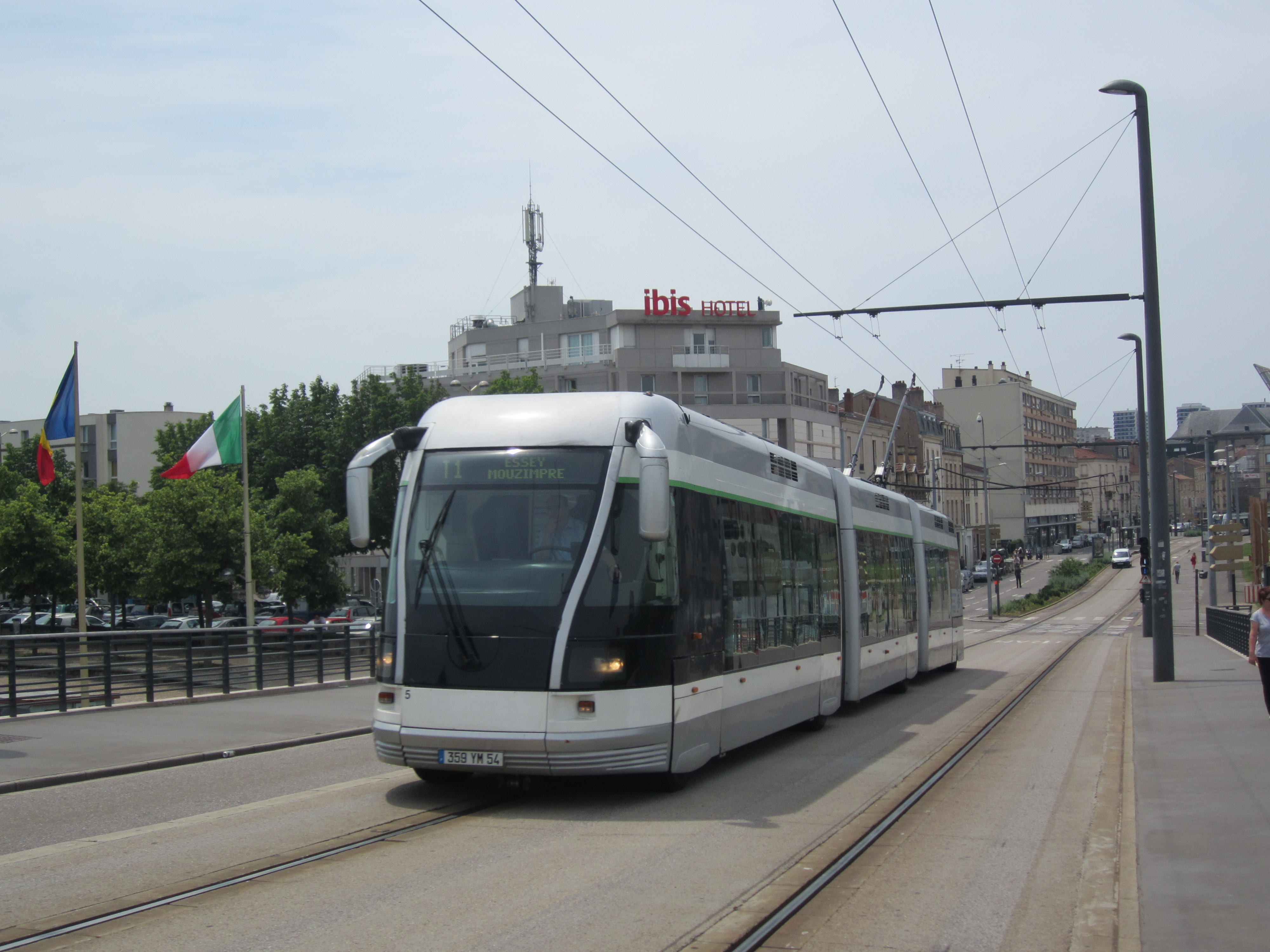
Un ancien bus guidé TVR du réseau de Nancy.

La Métropole du Grand Nancy, la communauté de communes du Bassin de Pompey, la communauté de communes Moselle et Madon, la communauté de communes des Pays du Sel et du Vermois, le Syndicat mixte intercommunal des transports de l'agglomération de Longwy (qui regroupe 24 communes), le Syndicat mixte des transports du bassin de Briey (qui regroupe 66 communes), la communauté de communes Terres Touloises, la communauté de communes du Bassin de Pont-à-Mousson et le Pôle d'équilibre territorial et rural du Pays du Lunévillois (qui regroupe 159 communes) sont autorités organisatrices de la mobilité sur leur territoire et organisent des services de transport dans leur ressort territorial.
Les quatre premiers cités ont la particularité d'organiser à la fois leur propre réseau — Stan pour le grand Nancy, Le SIT pour le bassin de Pompey, T'MM pour Moselle et Madon (autour de Neuves-Maisons) et CCPSV pour les pays du Sel et du Vermois (autour de Dombasle) — et un réseau commun dans la région de Nancy, le Sub. Le réseau Stan de la métropole du grand Nancy, le plus développé, exploite une vingtaine de lignes d'autobus, ainsi qu'un trolleybus en remplacement de l'ancien tram sur pneu.
Les autres réseaux du département (Longwy, Lunéville, Toul, Pont-à-Mousson, Briey) sont plus modestes.
Des réseaux de tramway étaient présents à Nancy (ancien tramway de Nancy) jusqu’en 1958 et à Longwy (tramway de Longwy) jusqu’en 1936.

## Modes doux
Le département est traversé par plusieurs voies vertes, véloroutes et sentiers de grande randonnée.